# Première Nation crie de Mikisew
La Première Nation crie de Mikisew est une bande indienne de la Première Nation crie en Alberta au Canada. Elle possède neuf réserves situées dans le Nord-Est de l'Alberta et elle est basée à Fort Chipewyan. En 2016, elle a une population inscrite totale de 3 060 membres. Elle fait partie du conseil tribal d'Athabasca Tribal Council Limited et est signataire du Traité 6.

## Démographie
Les membres de la Première Nation crie de Mikisew sont des Cris. En avril 2016, la bande avait une population inscrite totale de 3 060 membres dont 74 % vivaient hors réserve. Selon le recensement de 2011, sur une population totale de 195 personnes, 97,4 % de la population connaît l'anglais, 51,3 % connaît une langue autochtone et personne ne connaît le français. 35,9 % de la population utilise une langue autochtone à la maison.

## Géographie
La Première Nation crie de Mikisew possède neuf réserves, toutes situées en Alberta, dont la plus populeuse est Dog Head 218,. La bande est basée à Fort Chipewyan. La ville importante la plus près de la bande est Fort McMurray.
| Nom               | Superificie ha | Emplacement                                                                                |
| ----------------- | -------------- | ------------------------------------------------------------------------------------------ |
| Allison Bay 219   | 1 861          | 4,8 km au nord-est de Fort Chipewyan sur les rives du lac Athabasca                        |
| Charles Lake 225  | 64,50          | Sur une île dans le lac Charles dans le coin nord-est de l'Alberta                         |
| Collin Lake 223   | 36,40          | Sur la rive du lac Colin dans le coin nord-est de l'Alberta                                |
| Cornwall Lake 224 | 69,30          | Partie d'une île dans le lac Cornwall dans le coin nord-est de l'Alberta                   |
| Devil's Gate 220  | 810,10         | 10 km au nord de Fort Chipewyan                                                            |
| Dog Head 218      | 34,80          | À Fort Chipewyan                                                                           |
| Old Fort 217      | 1 509          | Près du coin sud-est du parc national Wood Buffalo sur la rive est de la rivière Athabasca |
| Peace Point 222   | 518            | Dans le parc national Wood Buffalo                                                         |
| Sandy Point 221   | 204            | Sur la rive nord du lac Athabasca à 27,3 km à l'est du parc national Wood Buffalo          |

## Gouvernement
La Première Nation crie de Mikisew est gouvernée par un conseil de bande élu selon un système électoral selon la coutume basé sur la section 10 de la Loi sur les Indiens. Pour le mandat de 2014 à 2017, ce conseil est composé du chef Steve Courtoreille et de six conseillers,.

## Histoire
En 2005, la Première Nation crie de Mikisew a gagné un cas en Cour Suprême du Canada pour des intérêts fonciers dans le parc national Wood Buffalo.
| Années    | Chef                                 |
| --------- | ------------------------------------ |
| 1899-1909 | Justin Martin                        |
| 1909-1930 | Justin Martin Jr.                    |
| 1930-1941 | Felix (Pierre) Guillaume (Whitehead) |
| 1942-1968 | John Cowie                           |
| 1968-1970 | Ernest (Courtoreille) Wittago        |
| 1970-1974 | Albert Gladue                        |
| 1974-1976 | John James Courtoreille              |
| 1976      | Archie Waquan                        |
| 1976-1977 | Sammy Tuccaro                        |
| 1977      | Cecilla Simpson (chef par intérim)   |
| 1977-1978 | Albert Gladue                        |
| 1978-1979 | Lawrence Courtoreille                |
| 1979-1980 | Lloyd (John R.) Antoine              |
| 1980-1984 | Lawrence Courtoreille                |
| 1984-1986 | Archie Waquan                        |
| 1986-1989 | Rita Marten                          |
| 1989-1990 | Mathew Lepine                        |
| 1990-1993 | Archie Waquan                        |
| 1993-1996 | Lawrence Vermillion                  |
| 1996-1999 | Archie Waquan                        |
| 1999-2002 | George Poitras                       |
| 2002-2005 | Archie Waquan                        |
| 2005-2008 | Roxanne Marcel                       |
| 2008-2011 | Roxanne Marcel                       |
| 2011-     | Steve Courtoreille                   |